# 양주 육지장사 예념미타도량참법
양주 육지장사 예념미타도량참법(楊州 六地藏寺 禮念彌陀道場懺法)은 대한민국 경기도 양주시 백석읍, 육지장사에 있는 목판본 불경 1종 2책이다. 2018년 9월 11일 경기도의 유형문화재로 지정 예고를 거쳐, 2018년 12월 19일 경기도의 유형문화재 제349호로 지정되었다.

## 지정 사유
연산군 9년(1503)에 해인사에서 중간한 목판으로 영조 29년(1753) 6월에 해남 미황사 승려의 주도로 인출된 판본으로 취운(翠雲) 혜오(慧悟)의 소장본이었다가 1970년에 현재 육지장사 주지인 지원스님에게 전해졌다.
판본의 간행시기와 인출시기 그리고 옛 소장자가 분명하고, 보존 상태도 대체로 양호하므로 문화재로서의 가치가 있다.

## 참고 문헌
- 양주 육지장사 예념미타도량참법 - 국가유산청 국가유산포털